# Ortozija (mjesec)
Ortozija (također Jupiter XXXV) je prirodni satelit planeta Jupiter, iz grupe Ananke. Retrogradni nepravilni satelit s oko 2 kilometra u promjeru i orbitalnim periodom od 602.619 dana.